# Pola (Filippine)
Pola è una municipalità di quarta classe delle Filippine, situata nella provincia di Mindoro Orientale, nella regione Mimaropa.
Pola è formata da 23 barangay:
- Bacawan
- Bacungan
- Batuhan
- Bayanan
- Biga
- Buhay Na Tubig
- Calubasanhon
- Calima
- Campamento
- Casiligan
- Malibago
- Maluanluan

- Matulatula
- Misong
- Pahilahan
- Panikihan
- Pula
- Puting Cacao
- Tagbakin
- Tagumpay
- Tiguihan
- Zone I (Pob.)
- Zone II (Pob.)